# Lagochilus (plant)
Lagochilus is een geslacht uit de lipbloemenfamilie (Lamiaceae). De soorten komen voor in Centraal-Azië, Zuid-Centraal-Azië en Oost-Azië. 

## Soorten
- Lagochilus acutilobus (Ledeb.) Fisch. & C.A.Mey.
- Lagochilus alutaceus Bunge
- Lagochilus androssowii Knorring
- Lagochilus aucheri Boiss.
- Lagochilus balchanicus Czerniak.
- Lagochilus botschantzevii Kamelin & Tzukerv.
- Lagochilus bungei Benth.
- Lagochilus cabulicus Benth.
- Lagochilus cuneatus Benth.
- Lagochilus diacanthophyllus (Pall.) Benth.
- Lagochilus drobovii Kamelin & Tzukerv.
- Lagochilus grandiflorus C.Y.Wu & S.J.Hsuan
- Lagochilus gypsaceus Vved.
- Lagochilus hindukushi Kamelin & Gubanov
- Lagochilus hirsutissimus Vved
- Lagochilus hirtus Fisch. & C.A.Mey.
- Lagochilus hispidus (Bél.) Fisch. & C.A.Mey.
- Lagochilus ilicifolius Bunge ex Benth.
- Lagochilus inebrians Bunge
- Lagochilus kaschgaricus Rupr.
- Lagochilus knorringianus Pavlov
- Lagochilus kschtutensis Knorring
- Lagochilus lanatonodus C.Y.Wu & S.J.Hsuan
- Lagochilus leiacanthus Fisch. & C.A.Mey.
- Lagochilus longidentatus Knorring
- Lagochilus macracanthus Fisch. & C.A.Mey.
- Lagochilus nevskii Knorring
- Lagochilus occultiflorus Rupr.
- Lagochilus olgae Kamelin
- Lagochilus paulsenii Briq.
- Lagochilus platyacanthus Rupr.
- Lagochilus platycalyx Schrenk ex Fisch. & C.A.Mey
- Lagochilus proskorjakovii Ikramov
- Lagochilus pubescens Vved.
- Lagochilus pulcher Knorring
- Lagochilus pungens Schrenk
- Lagochilus quadridentatus Jamzad
- Lagochilus schugnanicus Knorring
- Lagochilus seravschanicus Knorring
- Lagochilus setulosus Vved.
- Lagochilus subhispidus Knorring
- Lagochilus taukumensis Tzukerv.
- Lagochilus turkestanicus Knorring
- Lagochilus vvedenskyi Kamelin & Tzukerv.
- Lagochilus xianjiangensis G.J.Liu -

... · 
Ajuga (Zenegroen) · 
Anisomeles · 
Ballota (Ballote) · 
Basilicum · 
Cleonia · 
Clinopodium (Steentijm) · 
Dasymalla · 
Galeopsis (Hennepnetel) · 
Glechoma · 
Haplostachys · 
Hemiandra · 
Hyssopus · 
Lagochilus · 
Lamiastrum · 
Lamium (Dovenetel) · 
Lavandula (Lavendel) · 
Leonurus · 
Lycopus · 
Marrubium · 
Melissa (Melisse) · 
Mentha (Munt) · 
Nepeta (Kattenkruid) · 
Ocimum (Basilicum) · 
Origanum (Marjolein) · 
Perovskia · 
Phlomis · 
Prunella (Brunel) · 
Renschia · 
Rosmarinus · 
Salvia (Salie) · 
Satureja (Bonenkruid) · 
Scutellaria (Glidkruid) · 
Stachys (Andoorn) · 
Teucrium (Gamander) · 
Thymus (Tijm) · 
Vitex · 
Westringia · 
...